# Българи в Полша
Българите в Полша са малцинство в страната. Според преброяването на населението през 2002 година те са 1112 души. Живеят главно в градовете: Варшава, Краков, Познан, Вроцлав.
По данни на българското посолство към 2008 година в Полша живеят постоянно 1480 души с българско гражданство, главно хора със смесени бракове от комунистическия период. В същото време към 2013 година в страната има и по-нови трудови емигранти, чийто брой се оценява на около 15 хиляди души и които, за разлика от други европейски страни, са почти изцяло цигани – главно от групите на турските (от Добричко и Балчишко) и българските цигани (от Стара Загора). През този период основното им занятие е търговията на дребно с дрехи и обувки на сергии и пазари.

## Численост

### Преброявания на населението
Численост на българите според преброяванията на населението през годините, по войводства:
|                    | 2002 |
| ------------------ | ---- |
| Полша              | 1112 |
| Варминско-Мазурско | 24   |
| Великополско       | 66   |
| Долносилезко       | 81   |
| Западнопоморско    | 32   |
| Куявско-Поморско   | 34   |
| Лодзко             | 81   |
| Люблинско          | 31   |
| Любушко            | 43   |
| Малополско         | 78   |
| Мазовско           | 390  |
| Ополско            | 27   |
| Подкарпатско       | 21   |
| Подляско           | 26   |
| Поморско           | 38   |
| Силезко            | 113  |
| Швентокшиско       | 27   |

## Организации
Според данни на ДАБЧ в Полша има 6 организации на българите – 1 дружество, 1 електронна медия, 1 училище и 3 фолклорни състави.

### Дружества
- град Вроцлав, Асоциация „Приятели на България“ (от 1997 г.)[6]

### Електронни медии
- Полски информационен сайт за България – www.bulgaricus.com[6]

### Училища
- град Варшава, Неделно училище „Образователно дружество Българско училище Дора Габе“[6]

### Фолклорни състави
- град Бялисток, Група за български фолклор „Саракина“ (от 1999 г.)[6]
- град Краков, Група за български фолклор „Иглика“ към Ягелонския университет (от 2001 г.)[6]
- град Бялисток, Танцова група за български и балкански фолклор „Ха така“ (от 2002 г.)[6]